# Station Kras
Kras is een spoorwegstation in de Indonesische provincie Oost-Java.

## Bestemmingen
- Rapih Dhoho: naar Station Surabaya Gubeng en Station Blitar
- Matarmaja: naar Station Malang en Station Pasar Senen